# Traveinsbeek
Traveinsbeek är ett vattendrag i Belgien.   Det ligger i provinsen Östflandern och regionen Flandern, i den centrala delen av landet, 40 km väster om huvudstaden Bryssel.
Omgivningarna runt Traveinsbeek är en mosaik av jordbruksmark och naturlig växtlighet. Runt Traveinsbeek är det ganska tätbefolkat, med 248 invånare per kvadratkilometer.